# Nicola Badalucco
Pour les articles homonymes, voir Badalucco.
Nicola Badalucco, né le 13 mai 1929 à Milan et mort le 17 juin 2015 à Rome, est un scénariste et un journaliste italien.

## Biographie
De parents siciliens mais né à Milan, Nicola Badalucco passe sa jeunesse à Trapani en Sicile. Il termine ses études secondaires au célèbre lycée classique Ximenes puis fait des études de droit à l'université de Palerme et commence à travailler dans ce domaine à la Camera del lavoro. À 23 ans il est élu au conseil communal de Trapani, mais ses aspirations sont ailleurs : il veut écrire, surtout pour le cinéma. Il devient ainsi, bien qu’il vive en province, collaborateur de publications cinématographiques. La même année (1952) il remporte, ex aequo avec Ivano Cipriani, les Olympiades de la Culture avec un essai sur l'esthétique du cinéma. Fin 1953, il déménage à Rome et commence à collaborer à des revues comme Cinema Nuovo (it), la revue fondée par Guido Aristarco, ou Bianco e Nero (it). En 1966, il abandonne le journalisme pour se consacrer pleinement au cinéma et devient scénariste en collaborant notamment avec Luchino Visconti,.

## Filmographie

### Cinéma
- 1969 : Les Damnés de Luchino Visconti
- 1969 : La Tente rouge de Mikhail Kalotozof
- 1971 : Mort à Venise de Luchino Visconti
- 1971 : Roma bene de Carlo Lizzani
- 1972 : Bronte: cronaca di un massacro che i libri di storia non hanno raccontato de Florestano Vancini
- 1972 : La Vengeance du Sicilien de Carlo Lizzani
- 1973 : Un flic hors-la-loi de Steno
- 1973 : Dio, sei proprio un padreterno! de Michele Lupo
- 1974 : Les Durs de Duccio Tessari
- 1974 : La poliziotta de Steno
- 1975 : Liberté, mon amour ! de Mauro Bolognini
- 1975 : La Baby-Sitter de René Clément
- 1975 : Due cuori, una cappella de Maurizio Lucidi
- 1976 : La banca di Monate (it) de Francesco Massaro
- 1976 : Gli esecutori de Maurizio Lucidi
- 1976 : Bruciati da cocente passione de Giorgio Capitani
- 1976 : L'Agnese va a morire de Giuliano Montaldo
- 1977 : Un juge en danger de Damiano Damiani
- 1977 : Goodbye & Amen de Damiano Damiani
- 1977 : Black Journal de Mauro Bolognini
- 1979 : Un uomo in ginocchio de Damiano Damiani
- 1979 : Gli anni struggenti (it) de Vittorio Sindoni
- 1980 : L'avvertimento de Damiano Damiani
- 1981 : Il turno de Tonino Cervi
- 1987 : Adieu Moscou de Mauro Bolognini
- 1987 : Les Lunettes d'or de Giuliano Montaldo
- 1987 : A proposito di quella strana ragazza de Marco Leto
- 1991 : Rossini! Rossini! de Mario Monicelli
- 1992 : L'Atlantide de Bob Swaim

### Télévision
- 1978 : Circuito chiuso
- 1982 : La quinta donna
- 1983 : Le Corsaire de Franco Giraldi (mini-série TV, 3 épisodes)
- 1984 : La Piovra (6 épisodes)
- 1985 : Io e il Duce
- 1986 : Un jour viendra (Se un giorno busserai alla mia porta), feuilleton de Luigi Perelli
- 1987 : Il segreto del Sahara
- 1988 : La collina del diavolo
- 1995 : Non parlo più
- 1996 : La casa dove abitava Corinne
- 1997 : Nessuno escluso
- 2002 : Maria Josè, l'ultima regina
- 2004 : Madre come te
- 2005 : Il bell'Antonio
- 2006 : Il placido Don
- 2007 : Fuga con Marlene
- 2007 : Exodus
- 2008 : Don Zeno - L' uomo di Nomadelfia
- 2009 : Sissi: naissance d'une impératrice

## Nominations
- Oscars du cinéma 1970 : Nomination pour l'Oscar du meilleur scénario original (Les Damnés)